# 卡尔·瓦格纳
卡尔·威廉·瓦格纳（德語：Carl Wilhelm Wagner，1901年5月25日—1977年12月10日）是德国物理化学家。
曾任联邦德国马克思·普朗克物理化学研究所长，美国麻省理工学院冶金系教授，著名物理化学家，对冶金学和固态化学的理论发展有重要贡献。1901年5月25日生于德国莱比锡城，1924年获莱比锡大学哲学博士（物理化学）学位。先后在慕尼黑大学、柏林大学、达姆施塔特工科大学以及美国麻省理工学院等校讲授物理化学和进行研究工作。1966年退休，但仍从事科学研究工作。1977年12月10日病逝于格丁根。
瓦格纳对于冶金过程物理化学学科的发展作出了重要贡献。
1952年在他的名著《合金热力学》(Thermodynamics of Alloys)一书中提出了活度相互作用系数的概念，给出多元稀溶液活度的计算方法，带动了多元系相互作用系数的大量研究工作，使热力学在冶金生产中的实际应用前进了重要的一步。
1956年发表了重要论文“炼钢中的动力学问题”，从理论上详细地分析了钢液-熔渣相间反应的本质,提出了处理钢渣反应动力学的方法，给当时还很不活跃的冶金过程动力学的研究工作开创了新局面。
1957年瓦格纳与他的合作者以ZrO基固体电解质成功地测定氧化物的热力学性质，推动了固体电解质的理论研究及其在冶金中的应用。
瓦格纳的研究领域十分广泛，一生发表了255篇研究论文，除了合金热力学、晶体缺陷、金属腐蚀和氧化、化学冶金的热力学和动力学以外，还涉及到半导体、燃料电池和光化学等方面。由于他在固态化学方面作出了开创性的理论工作，被誉为“固态化学之父”。